# Elecciones presidenciales de Ecuador de 1830
Elección indirecta del Presidente Constitucional y Vicepresidente Constitucional del Ecuador  en la Asamblea Constituyente de 1830 para un período de 4 años, que aprobó la Constitución de Ecuador de 1830, la primera que fundó oficialmente la República del Ecuador. 

## Antecedentes
El 13 de mayo de 1830, el general Juan José Flores lideró la secesión del Distrito del Sur de la Gran Colombia convocando una asamblea constituyente en Riobamba con el objetivo de legitimar la creación del Estado del  Ecuador. 
Flores gobernó de facto como Jefe Supremo del estado del sur de la Gran Colombia. Tras aprobarse la Constitución del Ecuador, la asamblea eleigió a Flores y Olmedo como presidente y vicepresidente del estado el 12 de septiembre de 1830. 
Juan José Flores y José Joaquín de Olmedo asumieron sus cargos el 23 de septiembre de 1830.

## Candidatos y Resultados
Hasta la fecha, Flores tras su asunción como jefe supremo del nuevo estado del Ecuador, continúa siendo el presidente más joven de la historia del Ecuador, con 29 años al momento de su posesión en el cargo de forma provisional y el primer presidente nacido en territorio extranjero del correspondiente al Ecuador.

### Presidente
| Partido     | Presidente                | Cargos Previos                                                  | Votos |
| ----------- | ------------------------- | --------------------------------------------------------------- | ----- |
| Conservador | Juan José Flores Aramburu | Jefe de la Administración del Estado del Sur de Colombia (1830) | 19    |
| Liberal     | Manuel Carrión Valdivieso | Diputado por Loja (1830)                                        | 1     |

Fuente:

### Vicepresidente
La elección del Vicepresidente inició el 14 de agosto de 1830, necesitando múltiples votaciones en distintas sesiones de la asamblea constituyente, resultando electo José Joaquín de Olmedo el 12 de septiembre de 1830.
| Partido     | Vicepresidente                  | Cargos Previos                | Votos |
| ----------- | ------------------------------- | ----------------------------- | ----- |
| Liberal     | José Joaquín de Olmedo y Maruri | Diputado por Guayaquil (1830) | 12    |
| Conservador | Modesto Larrea y Carrión        | Marqués de San José           | 7     |
| Conservador | Manuel Matheu y Herrera         | Diputado por Pichincha (1830) | 1     |

Fuente: